# Łaszczowa (Ukraina)
Łaszczowa (ukr. Лащова) – wieś na Ukrainie, w obwodzie czerkaskim, w rejonie zwinogródzkim, w hromadzie Talne. W 2001 liczyła 556 mieszkańców, spośród których 545 wskazało jako ojczysty język ukraiński, a 11 rosyjski.